# I'm So Bored with the USA
"I'm So Bored with the USA" es una canción de la banda británica de punk rock The Clash, incluida en su álbum debut de 1977 aclamado por la crítica, que fue lanzado en los Estados Unidos en julio de 1979 como su segundo álbum después de Give 'Em Enough Rope. Fue la tercera pista del álbum en la versión original y la segunda en la versión estadounidense.

## Información de la canción
La canción se tituló originalmente "I'm So Bored With You", una canción escrita por Mick Jones. Según el libro de Keith Topping The Complete Clash, la canción trataba sobre la novia de Jones en ese momento, la misma mujer que era el tema de "Deny". 
Según la historia que a menudo cuentan los autores de la canción Joe Strummer y Jones, incluso en el documental Westway to the World, el cambio se produjo cuando Strummer escuchó mal el título de la canción cuando Jones se la tocó durante su primera reunión en su casa okupa de Davies Road.  Las primeras grabaciones de la banda, incluido el popular bootleg en vivo 5 Go Mad At The Roundhouse, incluyen la canción en su forma original. Sin embargo, en el momento del concierto del 20 de septiembre de 1976 en el Roundhouse, Camden, la canción se interpretó con su nuevo título. La introducción a la canción es una variante de la introducción a "Pretty Vacant" de Sex Pistols.

## Trasfondo
Grabado originalmente con sutiles cambios en la letra , "I'm So Bored with the USA" hace exactamente lo que sugiere su título, condenar varios aspectos de la sociedad estadounidense, como los problemas de drogas que se rumoreaba en el ejército de los Estados Unidos (particularmente la heroína), el "apoyo" a las dictaduras respaldadas por el gobierno estadounidense en el Tercer Mundo (un tema que luego se repitió en la canción Sandinista! "Washington Bullets") y la popular serie de drama policial Starsky y Hutch y Kojak. También crítica a Richard Nixon, mencionando las cintas del escándalo de Watergate.